# Cray Blitz
Cray Blitz es un programa de ajedrez escrito por Robert Hyatt. Está basado en el programa "Blitz", que creó cuando era un estudiante todavía sin graduación. "Blitz" realizó su primera jugada en el otoño de 1968, y estuvo en continua evolución hasta el año 1980, cuando Cray Reseach aceptó gestionar y patrocinar el programa. Cray Blitz participó en varios eventos de computadoras de ajedrez desde 1980 hasta 1994, cuando la Association for Computing Machinery (ACM) organizó su último torneo de programas de ajedrez en Nueva Jersey. Cray Blitz ganó varios torneos de ACM, y dos veces consecutivas el World Computer Chess Championships, la primera en el año 1983 en Nueva York, y la segunda en el 1986 en Colonia.
Cray Blitz ha dado lugar al programa Crafty.